# Vredehofstraat 21-23
Vredehofstraat 21-23 is een gemeentelijk monument in de gemeente Soest in de provincie Utrecht.
Het dubbele huis werd in 1933 gebouwd naar een ontwerp van architect P. Beekman uit Soestdijk.
Na verbouwingen in 1971 en 1977 is het rechter deel met nummer 23 in gebruik als kantoor, de linker helft wordt bewoond. De nok van het schilddak loopt evenwijdig aan de straat. Haaks hierop is een zadeldak geplaatst. De voorgevel is symmetrisch met in het midden een erker met balkon.
De toegangsdeuren met glas-in-lood-bovenlichten zijn in de zijgevel.